# Huambo (distrito de Caylloma)
O Distrito peruano de Huambo é um dos vinte distritos que formam a Província de Caylloma, situada no Departamento de Arequipa, pertencente a Região de Arequipa, Peru.

## Transporte
O distrito de Huambo é servido pelas seguintes rodovias:
- AR-106, que liga o distrito de Aplao à cidade.
- AR-109, que liga o distrito de San Antonio de Chuca à cidade de Majes. [1][2][3]